# Будівництво 621 і ВТТ
Будівництво 621 і ВТТ (рос. СТРОИТЕЛЬСТВО 621 И ИТЛ, ИТЛ при СУ по строительству рудоуправления №10) — підрозділ системи виправно-трудових установ ГУЛАГ.
Час існування: організований 04.05.51 (на базі окремого будів. р-ну СУ 940);
закритий 29.04.53 (Після закриття ВТТ обслуговуванням Буд-ва 621 займався ОВТК УМЮ (УМВС) по Ставропольському кр., а в 1954–1955 рр. — Лисогорське ТВ).

## Підпорядкування і дислокація
- ГУЛПС з 04.05.51;
- ГУЛАГ МЮ з 02.04.53.

Дислокація: Ставропольський край, м.П'ятигорськ

## Виконувані роботи
- будівництво рудоуправління № 10 2-го ГУ при РМ СРСР і Ешкаконського водопроводу, заводу по переробці руд,
- будівництво ЛЕП-35 від підстанції Бештау до родовища г. Бик і ЛЕП-6 від г. Бик до розвідувальної ділянки на г. Верблюд,
- будівництво ТЕЦ, бетонно-розчинного заводу, заводу шлакоблоків, цеху ЗБВ, автомобільної дороги, залізничної гілки,
- будівництво виробничих і житлових будівель, видобуток каменю і піску, вантажно розвантажувальні роботи.

## Чисельність з/к
- 01.07.51 — 1780,
- 01.01.52 — 1869,
- 01.01.53 — 3756;
- 01.04.52 — 25924,
- 15.03.53 — 4634